# Снопово (Ленинградская область)
Снопово — деревня в Коськовском сельском поселении Тихвинского района Ленинградской области.

## История
Деревня Снопова упоминается на «Специальной карте западной части России» Ф. Ф. Шуберта 1844 года.

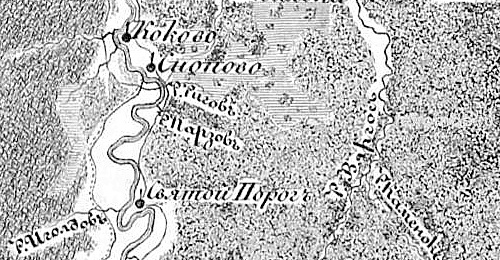
Деревня Снопово на семитопографической карте 1847 года

СНОПОВО — деревня Косковского общества, прихода Шиженского погоста. Река Паша. 

Крестьянских дворов — 9. Строений — 17, в том числе жилых — 11.

Число жителей по семейным спискам 1879 г.: 37 м. п., 34 ж. п.; по приходским сведениям 1879 г.: 35 м. п., 27 ж. п.

В конце XIX — начале XX века деревня административно относилась к Саньковской волости 1-го земского участка 2-го стана Тихвинского уезда Новгородской губернии.

СНОПОВО — деревня Косковского общества, дворов — 13, жилых домов — 13, число жителей: 37 м. п., 40 ж. п. 

Занятия жителей — земледелие, лесные заработки. Река Паша. (1910 год)

Согласно карте Ленинградской области Северо-западного аэрогеодезического треста ГГУ издания 1932 года деревня насчитывала 7 крестьянских дворов.
По данным 1933 года деревня Снопово входила в состав Пашского сельсовета.
По данным 1966 и 1973 годов деревня Снопово входила в состав Пашского сельсовета.
По данным 1990 года деревня Снопово входила в состав Шиженского сельсовета.
В 1997 году в деревне Снопово Шиженской волости проживали 24 человека, в 2002 году — 13 человек (русские — 92 %).
В 2007 году в деревне Снопово Коськовского СП проживали 15 человек, в 2010 году — 8.

## География
Деревня расположена в северо-западной части района на автодороге 41К-886 (Коськово — Исаково).
Расстояние до административного центра поселения — 1 км.
Расстояние до ближайшей железнодорожной станции Тихвин — 51 км.
Деревня находится на правом берегу реки Паша.

## Демография
| 2007 | 2010 | 2017 |
| ---- | ---- | ---- |
| 15   | ↘8   | ↗13  |

### Национальный состав
Согласно данным Всероссийской переписи населения 2021 года в деревне проживали 16 человек, все русские.